# Zbigniew Chruściński
Zbigniew Chruściński (ur. 28 listopada 1941 w Koninie) – żołnierz, generał brygady Wojska Polskiego w stanie spoczynku, były komendant WSOWŁ, do 2001 szef Wojewódzkiego Sztabu Wojskowego w Szczecinie.

## Życiorys
Zbigniew Chruściński urodził się 28 listopada 1941 w Koninie. W Szczecinie od 1956. Absolwent Liceum Ogólnokształcącego nr 2 przy ul. Henryka Pobożnego 2. W 1959 rozpoczął studia wojskowe w Oficerskiej Szkole Łączności w Zegrzu, które ukończył w sierpniu 1962. Służbę zawodową rozpoczął jako dowódca plutonu łączności stanowiska dowodzenia w 33 Batalionie Łączności w Szczecinie z 12 Dywizji Zmechanizowanej. Następnie był dowódcą plutonu dowodzenia kwatermistrzowskiego stanowiska dowodzenia. W latach 1966–1969 na stanowisku pomocnika szefa sztabu 33 batalionu łączności.
W 1972 ukończył studia w Akademii Sztabu Generalnego WP w Rembertowie, po ukończeniu których został wyznaczony na stanowisko starszego pomocnika szefa wydziału łączności w sztabie 12 Dywizji Zmechanizowanej. W 1974 objął funkcję szefa sztabu – zastępcę dowódcy 33 Batalionu Łączności. W 1978 został skierowany do Świecia, gdzie został dowódcą 12 Pułku Radioliniowo-Kablowego. Dowodzony przez niego pułk zdobył miano przodującego oddziału Wojska Polskiego.
W 1982 był na stanowisku zastępcy szefa Wojsk Łączności Pomorskiego Okręgu Wojskowego w Bydgoszczy. W tym samym roku został skierowany na studia w Akademii Sztabu Generalnego Sił Zbrojnych ZSRR, po ukończeniu których w 1984 objął stanowisko komendanta Wyższej Szkoły Oficerskiej Wojsk Łączności w Zegrzu. W 1989 kierowana przez niego szkoła została przodującą uczelnią Wojska Polskiego. W listopadzie 1990 został skierowany do Szczecina, gdzie został szefem Wojewódzkiego-Regionalnego Sztabu Wojskowego. W 1991 odbył kurs przeszkolenia specjalistycznego w Centrum Doskonalenia Kadr Administracji Wojskowej w Łodzi. W 1996 został prezesem Szczecińskiego Towarzystwa „Pogranicze”.
11 listopada 1993 został awansowany na stopień generała brygady. Akt mianowania odebrał z rąk prezydenta Rzeczypospolitej Polskiej Lecha Wałęsy. Od lipca 1998 szef Wojewódzkiego Sztabu Wojskowego w Szczecinie. 30 kwietnia 2001 zakończył zawodową służbę wojskową. 15 sierpnia 2001 podczas uroczystości z okazji Święta Wojska Polskiego na dziedzińcu Belwederu został uhonorowany listem przez prezydenta RP Aleksandra Kwaśniewskiego w związku z zakończeniem zawodowej służby wojskowej. W latach 1996–2014 prezes Szczecińskiego Towarzystwa „Pogranicze”, wybrany został Honorowym Prezesem.

## Awanse[4]
- podporucznik – 1962
- porucznik – 1965
- kapitan – 1968
- major – 1973
- podpułkownik – 1977
- pułkownik – 1981
- generał brygady – 1993[a]

## Ordery, odznaczenia i wyróżnienia
- Krzyż Kawalerski Orderu Odrodzenia Polski[4]
- Złoty Krzyż Zasługi[4]
- Odznaka pamiątkowa 12 Pułku Radioliniowo-Kablowego ex officio
- Odznaka pamiątkowa WSzW (nr 023)[17]
- uhonorowany listem specjalnym od Prezydenta Rzeczypospolitej Polskiej na zakończenie zawodowej służby wojskowej[14]